# Scott Davis
Scott Davis (Santa Monica, 27 aprile 1962) è un ex tennista statunitense.
Vinse complessivamente 3 titoli in singolo e 22 in doppio arrivando ad occupare la posizione numero 11 della classifica ATP di singolo l'11 ottobre 1985 e la numero 2 della classifica di doppio nel gennaio 1991.
Giocatore destro di 188 cm per 77 kg di peso, divenne professionista nel 1983 e si ritirò nel 1998 guadagnando complessivamente premi per 2.287.611 dollari. Dopo il suo ritiro rimase comunque attivo nell'over 35 senior tour e come allenatore.
In Coppa Davis ha giocato due match rappresentando gli Stati Uniti uscendone però sempre sconfitto.

## Statistiche

### Singolare

#### Vittorie (3)
| No. | Data            | Torneo                                 | Superficie | Avversario in finale | Punteggio     |
| --- | --------------- | -------------------------------------- | ---------- | -------------------- | ------------- |
| 1.  | 31 ottobre 1983 | Maui, USA                              | Cemento    | Vincent van Patten   | 6-3, 6-7, 7-6 |
| 2.  | 21 ottobre 1985 | Tokyo Outdoor, Tokyo, Giappone         | Cemento    | Jimmy Arias          | 6-1, 7-6      |
| 3.  | 15 gennaio 1990 | Heineken Open, Auckland, Nuova Zelanda | Cemento    | Andrej Česnokov      | 4-6, 6-3, 6-3 |

#### Finali perse (7)
| No. | Data             | Torneo                                                             | Superficie    | Avversario in finale | Punteggio               |
| --- | ---------------- | ------------------------------------------------------------------ | ------------- | -------------------- | ----------------------- |
| 1.  | 6 luglio 1981    | Napa, USA                                                          | Cemento       | Sammy Giammalva Jr.  | 3-6, 7-5, 1-6           |
| 2.  | 31 ottobre 1983  | Campbell's Hall of Fame Championships, Newport, USA                | Erba          | John Fitzgerald      | 6-2, 1-6, 3-6           |
| 3.  | 31 ottobre 1983  | Tokyo Indoor, Giappone                                             | Sintetico (i) | Ivan Lendl           | 6-3, 3-6, 4-6           |
| 4.  | 12 dicembre 1983 | Taipei, Taiwan                                                     | Sintetico (i) | Nduka Odizor         | 4-6, 6-3, 4-6           |
| 5.  | 18 febbraio 1985 | Delray Beach International Tennis Championships, Delray Beach, USA | Cemento       | Tim Mayotte          | 6-4, 6-4, 3-6, 2-6, 4-6 |
| 6.  | 24 novembre 1986 | Houston Shootout, Houston, USA                                     | Sintetico (i) | Slobodan Živojinović | 1-6, 6-4, 3-6           |
| 7.  | 24 luglio 1989   | Schenectady, USA                                                   | Cemento       | Simon Youl           | 6-2, 4-6, 4-6           |

### Doppio

#### Vittorie (22)
| No. | Data              | Torneo                                               | Superficie    | Partner          | Avversari in finale                | Punteggio          |
| --- | ----------------- | ---------------------------------------------------- | ------------- | ---------------- | ---------------------------------- | ------------------ |
| 1.  | 31 ottobre 1983   | Columbus, USA                                        | Cemento       | Brian Teacher    | Vijay Amritraj John Fitzgerald     | 6-1, 4-6, 7-6      |
| 2.  | 6 agosto 1984     | Livingston, USA                                      | Cemento       | Ben Testerman    | Paul Annacone Glenn Michibata      | 6-4, 6-4           |
| 3.  | 12 agosto 1985    | Pilot Pen Tennis, Stratton Mountain, USA             | Cemento       | David Pate       | Ken Flach Robert Seguso            | 3-6, 7-6, 7-6      |
| 4.  | 23 settembre 1985 | Countrywide Classic, Los Angeles, USA                | Cemento       | Robert Van't Hof | Paul Annacone Christo van Rensburg | 6-3, 7-6           |
| 5.  | 21 ottobre 1985   | Tokyo Outdoor, Tokyo, Giappone                       | Cemento       | David Pate       | Sammy Giammalva Jr. Greg Holmes    | 7-6, 6-7, 6-3      |
| 6.  | 3 febbraio 1986   | Filadelfia, USA                                      | Sintetico (i) | David Pate       | Stefan Edberg Anders Järryd        | 6-4, 6-7, 6-3      |
| 7.  | 10 ottobre 1988   | Tennis Channel Open, Scottsdale, USA                 | Cemento       | Tim Wilkison     | Rick Leach Jim Pugh                | 6-4, 7-6           |
| 8.  | 17 aprile 1989    | Seul, Corea del Sud                                  | Cemento       | Paul Wekesa      | John Letts Bruce Man Son Hing      | 6-2, 6-4           |
| 9.  | 24 luglio 1989    | Schenectady, USA                                     | Cemento       | Broderick Dyke   | Brad Pearce Byron Talbot           | 2-6, 6-4, 6-4      |
| 10. | 9 ottobre 1989    | Verizon Tennis Challenge, Orlando, USA               | Cemento       | Tim Pawsat       | Ken Flach Robert Seguso            | 7-5, 5-7, 6-4      |
| 11. | 9 aprile 1990     | Verizon Tennis Challenge, Orlando, USA               | Cemento       | David Pate       | Alfonso Mora Brian Page            | 6-3, 7-5           |
| 12. | 14 maggio 1990    | Kiawah Island, USA                                   | Terra rossa   | David Pate       | Jim Grabb Leonardo Lavalle         | 6-2, 6-3           |
| 13. | 6 agosto 1990     | Countrywide Classic, Los Angeles, USA                | Cemento       | David Pate       | Peter Lundgren Paul Wekesa         | 3-6, 6-1, 6-3      |
| 14. | 20 agosto 1990    | Indianapolis Tennis Championships, Indianapolis, USA | Cemento       | David Pate       | Grant Connell Glenn Michibata      | 4-6, 6-2, 6-2      |
| 15. | 5 novembre 1990   | Paris Masters, Parigi, Francia                       | Sintetico (i) | David Pate       | Darren Cahill Mark Kratzmann       | 7-6, 7-6           |
| 16. | 14 gennaio 1991   | Sydney Outdoor, Australia                            | Cemento       | David Pate       | Darren Cahill Mark Kratzmann       | 3-6, 6-3, 6-2      |
| 17. | 28 gennaio 1991   | Australian Open                                      | Cemento       | David Pate       | Patrick McEnroe David Wheaton      | 6-7, 7-6, 6-3, 7-5 |
| 18. | 4 marzo 1991      | Chicago, USA                                         | Sintetico (i) | David Pate       | Grant Connell Glenn Michibata      | 6-4, 5-7, 7-6      |
| 19. | 22 luglio 1991    | Legg Mason Tennis Classic, Washington, USA           | Cemento       | David Pate       | Ken Flach Robert Seguso            | 7-6, 7-6,          |
| 20. | 8 febbraio 1993   | San Francisco                                        | Cemento (i)   | Jacco Eltingh    | Patrick McEnroe Jonathan Stark     | 6-1, 4-6, 7-5      |
| 21. | 23 agosto 1993    | Indianapolis Tennis Championships, Indianapolis, USA | Cemento       | Todd Martin      | Ken Flach Rick Leach               | 3-6, 6-3, 6-2      |
| 22. | 22 luglio 1996    | Legg Mason Tennis Classic, Washington, USA           | Cemento       | Grant Connell    | Doug Flach Chris Woodruff          | 6-4, 7-6           |

#### Finali perse (19)
| No. | Data             | Torneo                                                                       | Superficie    | Partner          | Avversari in finale                | Punteggio          |
| --- | ---------------- | ---------------------------------------------------------------------------- | ------------- | ---------------- | ---------------------------------- | ------------------ |
| 1.  | 31 ottobre 1983  | Maui, USA                                                                    | Cemento       | Mike Bauer       | Tony Giammalva Steve Meister       | 3-6, 7-5, 4-6      |
| 2.  | 12 marzo 1984    | La Quinta, USA                                                               | Cemento       | Ferdi Taygan     | Steve Meister Butch Walts          | 6-4, 4-6, 6-7      |
| 3.  | 28 ottobre 1985  | Tokyo Indoor, Giappone                                                       | Sintetico (i) | David Pate       | Ken Flach Robert Seguso            | 6-4, 3-6, 6-7(7-9) |
| 4.  | 13 ottobre 1986  | Tennis Channel Open, Scottsdale, USA                                         | Cemento       | David Pate       | Leonardo Lavalle Mike Leach        | 6-7, 4-6           |
| 5.  | 9 novembre 1987  | Paris Masters, Paris Indoor, Francia                                         | Sintetico (i) | David Pate       | Jakob Hlasek Claudio Mezzadri      | 6-7, 2-6           |
| 6.  | 16 novembre 1987 | Francoforte, Germania                                                        | Sintetico (i) | David Pate       | Boris Becker Patrik Kühnen         | 4-6, 2-6           |
| 7.  | 11 luglio 1988   | Campbell's Hall of Fame Championships, Newport                               | Erba          | Dan Goldie       | Kelly Jones Peter Lundgren         | 3-6, 6-7           |
| 8.  | 8 ottobre 1988   | San Francisco, USA                                                           | Sintetico (i) | Tim Wilkison     | John McEnroe Mark Woodforde        | 4-6, 6-7           |
| 9.  | 20 febbraio 1989 | Regions Morgan Keegan Championships and the Cellular South Cup, Memphis, USA | Cemento (i)   | Tim Wilkison     | Paul Annacone Christo van Rensburg | 4-6, 2-6           |
| 10. | 15 ottobre 1990  | Tokyo Indoor, Tokyo, Giappone                                                | Sintetico (i) | David Pate       | Guy Forget Jakob Hlasek            | 2-6, 6-4, 2-6      |
| 11. | 9 settembre 1991 | US Open                                                                      | Cemento       | David Pate       | John Fitzgerald Anders Järryd      | 3-6, 6-3, 3-6, 3-6 |
| 12. | 14 ottobre 1991  | Tokyo Indoor, Giappone                                                       | Sintetico (i) | David Pate       | Jim Grabb Richey Reneberg          | 3-6, 7-6, 2-6      |
| 13. | 13 gennaio 1992  | Sydney Outdoor, Sydney, Australia                                            | Cemento       | David Pate       | Sergio Casal Emilio Sánchez        | 6-3, 1-6, 4-6      |
| 14. | 9 agosto 1993    | Countrywide Classic, Los Angeles, USA                                        | Cemento       | Grant Connell    | Wayne Ferreira Michael Stich       | 6-7, 6-7           |
| 15. | 20 giugno 1994   | Nottingham Open, Manchester, Gran Bretagna                                   | Erba          | Trevor Kronemann | Rick Leach Danie Visser            | 4-6, 6-4, 6-7      |
| 16. | 8 agosto 1994    | Los Angeles, USA                                                             | Cemento       | Brian MacPhie    | John Fitzgerald Mark Woodforde     | 6-4, 2-6, 0-6      |
| 17. | 7 agosto 1995    | Los Angeles, USA                                                             | Cemento       | Goran Ivanišević | Brent Haygarth Kent Kinnear        | 4-6, 6-7           |
| 18. | 21 agosto 1995   | Indianapolis Tennis Championships, Indianapolis, USA                         | Cemento       | Todd Martin      | Mark Knowles Daniel Nestor         | 3-6, 5-7           |
| 19. | 5 maggio 1997    | Verizon Tennis Challenge, Atlanta, USA                                       | Terra verde   | Kelly Jones      | Jonas Björkman Nicklas Kulti       | 2-6, 6-7           |